# Conomelus odryssia
Conomelus odryssia är en insektsart som beskrevs av Dlabola 1965. Conomelus odryssia ingår i släktet Conomelus och familjen sporrstritar. Inga underarter finns listade i Catalogue of Life.